# 国际足联世界杯冠军主教练列表

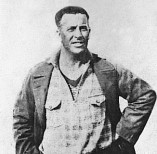
阿尔贝托·苏皮西是首位世界杯冠军主教练。

國際足協世界盃是世界上最负盛名的足球赛事。过往22届世界杯共产生8支冠军队伍，其中巴西五冠；德国和意大利各四冠；阿根廷三冠；法国和乌拉圭各两冠；英格兰和西班牙各拿过一次冠军。主教练的职责是选出世界杯阵容并制定球队战术。由于球员赛季多数时间都在俱乐部度过，主教练在国际比赛日外缺乏与球员的日常接触，加上世界杯含金量十足，因此主教练常常身负压力。
阿尔贝托·苏皮西在1930年举行的首届世界杯上带领乌拉圭队夺冠。维托里奥·波佐是唯一一位世界杯双冠主教练，他在1934年和1938年带领意大利队两次夺得世界杯冠军，其余21位冠军主教练都只带队拿过一次冠军；所有教练均带领本国国家队完成夺冠。五位主教练曾带队分获世界杯冠亚军：联邦德国主教练赫尔穆特·舍恩（1974年夺冠，1966年亚军）和弗朗茨·贝肯鲍尔（1990年夺冠，1986年亚军）；阿根廷主教练卡洛斯·比拉尔多（1986年夺冠，1990年亚军）；巴西主教练马里奥·扎加洛（1970年夺冠，1998年亚军）以及迪迪埃·德尚（2018年夺冠，2022年亚军）。
卡洛斯·阿尔贝托·佩雷拉保有世界杯决赛出场记录，共带领五支国家队出战六次决赛。曾带领联邦德国队在1974年世界杯上夺冠的舍恩保有世界杯执教场次纪录，共计执教25场比赛；他在1966年至1978年世界杯担任联邦德国队主教练期间创纪录地赢下了16场比赛。苏皮西是最年轻的世界杯冠军主教练，他在1930年带队夺冠时年仅31岁。扎加洛在1970年带队夺冠时38岁，塞薩爾·路易斯·梅諾蒂在1978年带队夺冠时39岁。比森特·德尔博斯克是最年长的世界杯冠军主教练，他在2010年带队夺冠时已59岁。
共有三位同时以球员和主教练身份赢得世界杯冠军：扎加洛（1958年和1962年为球员，1970年任主教练）、贝肯鲍尔（1974年为球员，1990年任主教练）以及迪迪埃·德尚（1998年为球员，2018年任主教练）。贝肯鲍尔和德尚均以队长身份赢得世界杯。

## 冠军主教练
| 年份 | 冠军主教练             | 国籍     | 夺冠国家队 |
| ---- | ---------------------- | -------- | ---------- |
| 1930 | 阿尔贝托·苏皮西        | 乌拉圭   | 乌拉圭     |
| 1934 | 维托里奥·波佐          | 義大利   | 義大利     |
| 1938 | 维托里奥·波佐          | 義大利   | 義大利     |
| 1950 | 胡安·洛佩斯            | 乌拉圭   | 乌拉圭     |
| 1954 | 塞普·赫贝格尔          | 联邦德国 | 联邦德国   |
| 1958 | 维森特·费奥拉          | 巴西     | 巴西       |
| 1962 | 埃莫雷·莫雷拉          | 巴西     | 巴西       |
| 1966 | 阿爾夫·拉姆西          | 英格兰   | 英格兰     |
| 1970 | 马里奥·扎加洛          | 巴西     | 巴西       |
| 1974 | 赫尔穆特·舍恩          | 联邦德国 | 联邦德国   |
| 1978 | 塞薩爾·路易斯·梅諾蒂   | 阿根廷   | 阿根廷     |
| 1982 | 恩佐·贝阿尔佐特        | 義大利   | 義大利     |
| 1986 | 卡洛斯·比拉尔多        | 阿根廷   | 阿根廷     |
| 1990 | 弗朗茨·贝肯鲍尔        | 联邦德国 | 联邦德国   |
| 1994 | 卡洛斯·阿尔贝托·佩雷拉 | 巴西     | 巴西       |
| 1998 | 艾梅·雅凯              | 法國     | 法國       |
| 2002 | 路易斯·菲利佩·斯科拉里 | 巴西     | 巴西       |
| 2006 | 马尔切洛·里皮          | 義大利   | 義大利     |
| 2010 | 比森特·德尔博斯克      | 西班牙   | 西班牙     |
| 2014 | 约阿希姆·勒夫          | 德国     | 德国       |
| 2018 | 迪迪埃·德尚            | 法國     | 法國       |
| 2022 | 利昂内尔·斯卡洛尼      | 阿根廷   | 阿根廷     |

## 各国冠军主教练
| 国籍   | 主教练数 | 夺冠数 |
| ------ | -------- | ------ |
| 巴西   | 5        | 5      |
| 義大利 | 3        | 4      |
| 德国   | 4        | 4      |
| 阿根廷 | 3        | 3      |
| 乌拉圭 | 2        | 2      |
| 法國   | 2        | 2      |
| 英格兰 | 1        | 1      |
| 西班牙 | 1        | 1      |